# Боровлянка (Казанський район)
Боровля́нка (рос. Боровлянка) — присілок у складі Казанського району Тюменської області, Росія.
Населення — 4 особи (2010, 8 у 2002).
Національний склад станом на 2002 рік:
- росіяни — 100 %